# マグカップ

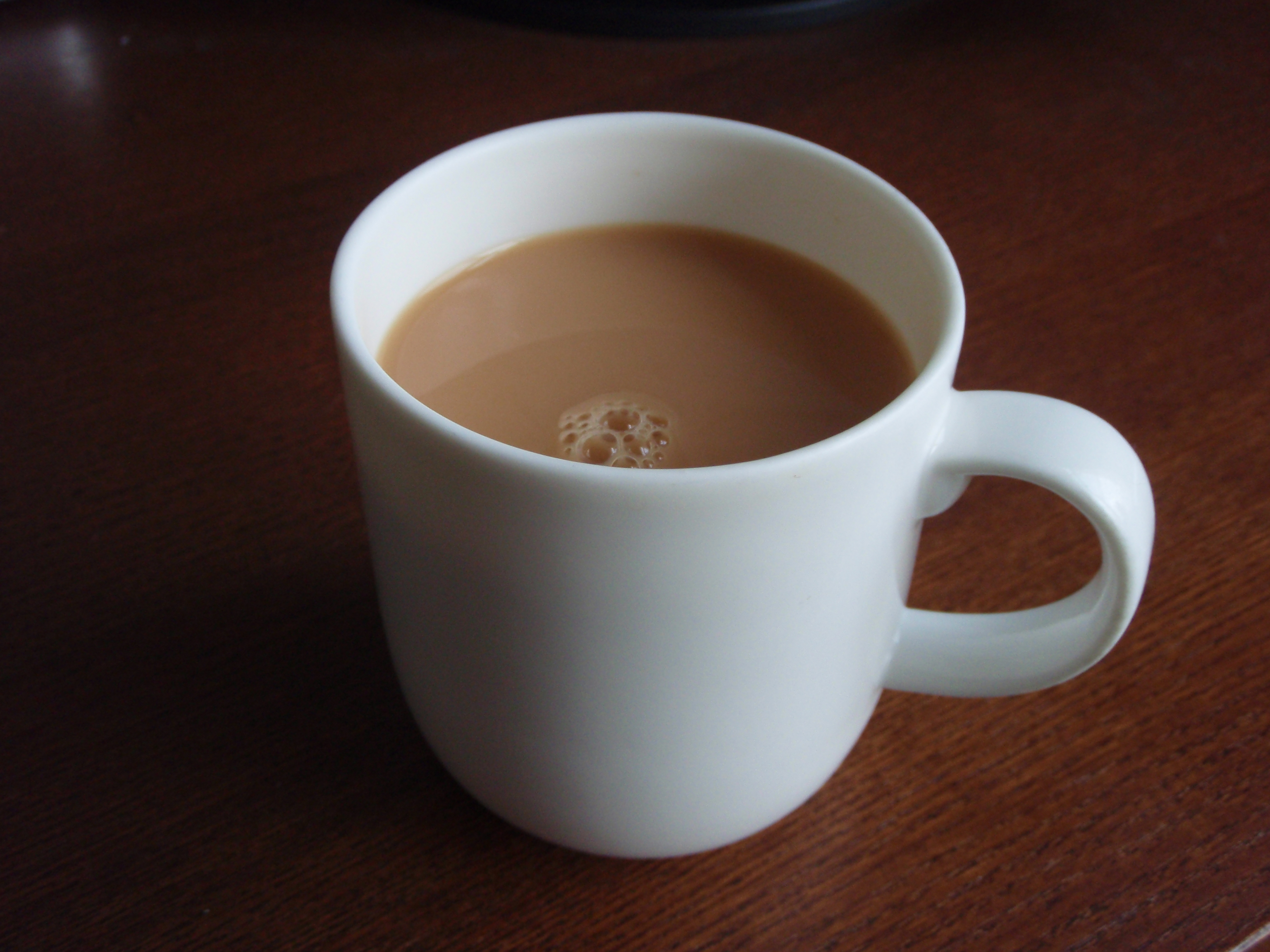
飲み物を入れたマグカップ

マグカップ（和製英語：mug cup、英: mug）は、食器のひとつで、把手（取っ手）の付いた筒型の大きなカップのこと。

## 概要
マグカップの語源は「蓋無し、片手付きの円筒形カップ」。前述の通りマグカップという呼び名は和製英語で、英語では単に「マグ」と言う。
ホットミルクやコーヒーを飲むのに用いられることが多いが、一般のコーヒーカップよりも大きいため、ポタージュなどのスープ類を注ぎ入れることもある。またマグカップで作ることを前提に、普通より小さく成型されたインスタントラーメンも商品化されている。
陶器、磁器のものの他、ガラス、ホーロー、アルミニウム、ステンレス、木製などの材質のものがある。また、魔法瓶と同じような真空部分を作って冷めにくくした製品（サーモマグカップ）もあり、それらはタンブラー、ウォールマグとも呼ばれる。近年ではオフィスなどに携帯するものとして様々なデザインが生み出され人気を博している。